# Friedrich Hauser (Physiker)
Friedrich Ludwig Gustav Hauser (* 28. September 1883 in Erlangen; † 23. August 1958 in Jena) war ein deutscher Physiker, der sich mit technischer Optik und Wissenschaftsgeschichte des Islam befasste.

## Leben
Friedrich Hauser war Sohn des Pathologen Gustav Hauser (1856–1935). Er studierte Physik an der TH München, wo er ein Schüler von Hermann Ebert war und 1910 mit einer Dissertation über Bronsonwiderstände promoviert wurde. Danach war er Assistent von Eilhard Wiedemann in Erlangen, wo er erneut promovierte (Dr. Phil.). 1913 habilitierte er sich an der TH München. Nach dem Ersten Weltkrieg, in dem er Soldat war, wurde er 1919 außerordentlicher Professor an der TH München. 1922 wurde er Laborleiter und später Prokurist der Firma für Optik Emil Busch in Rathenow und ab 1931 war er in der Abteilung Mikroskopie von Carl Zeiss in Jena, die er ab 1945 leitete. Nach dem Zweiten Weltkrieg wurde er 1946 als deutscher Spezialist in die Sowjetunion (Leningrad) geholt. Nach einem Schlaganfall kehrte er 1952 nach Jena zurück.
Mit Wiedemann befasste er sich mit Wissenschaftsgeschichte im mittelalterlichen Islam, zum Beispiel der Geschichte von Uhren.
Bei Busch und Zeiss entwickelte er die Auflicht-Dunkelfeldmikroskopie (1925 Patent für Auflicht-Dunkelfeld-Kondensor). Er erfand auch optische Apparate für das Kino und Theaterbühnen (Regenbogenapparate 1923) und ein Kameramikroskop (Metaphot) bei Busch (1929).
1919 wurde er Mitglied der Leopoldina.

## Schriften (Auswahl)
- Das Kitâb al hijal – das Werk über die sinnreichen Anordnungen des Benû mûsa, in: Abhandlungen zur Geschichte der Naturwissenschaften und Medizin, Heft 1, 1922
- Uhr des Archimedes und zwei andere Vorrichtungen, Nova Acta Leopoldina, Band 103, 1918, S. 165–202
- mit E. Wiedemann: Über die Uhren im Bereich der islamischen Kultur, Nova Acta Leopoldina, Band 100, Nummer 5, 1915, S. 1–272
- Arbeiten mit auffallendem Licht in der Mikroskopie, Makro- und Mikrophotogaphie, in Abderhalten, Handbuch der biologischen Arbeitsmethoden, Abt. II, Band 3, 1938
- Herausgeber: Anleitung zum Glasblasen 1921, 1926
- mit Hans Heinz Naumann: Projektionsoptik und Projektionslicht, Die Bücher des Lichtspielvorführers 5, Halle 1932
- Das Arbeiten mit auffallendem Licht in der Mikroskopie, Leipzig: Akademische Verlagsgesellschaft Geest und Portig, 1956, 2. Auflage 1960 (Hrsg. Wolfgang Oettel, H. Gause)